# Caroline van Monaco

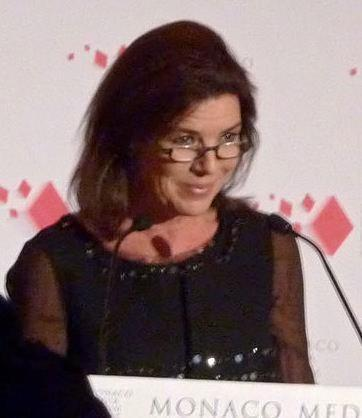
Prinses Caroline in 2009, bij de uitreiking van de Monaco Media Forum Awards-prijs aan Jimbo Wales

Caroline Louise Marguerite Grimaldi (Monaco, 23 januari 1957), prinses van Monaco, door huwelijk: prinses van Hannover, is de oudste zust van prins Albert van Monaco.

## Levensloop
Caroline werd in 1957 geboren als het eerste kind van Reinier III van Monaco en diens echtgenote prinses Grace. Ze werd Hare Doorluchtige Hoogheid Prinses Caroline van Monaco en kreeg de achternaam Grimaldi. Vanaf haar geboorte tot die van haar broer Albert was ze tevens kroonprinses van Monaco. Later kreeg ze ook nog een zusje, Stéphanie.
Sinds het overlijden van haar moeder in 1982 bij een auto-ongeluk trad Caroline veel op aan de zijde van haar vader.

### Huwelijken
Op 28 juni 1978 trouwde Caroline met de oudere Philippe Junot, een bankier uit Parijs. De kerkelijke inzegening vond op 29 juni plaats. Dit huwelijk hield twee jaar stand; op 9 oktober 1980 werd het weer ontbonden. Haar moeder had de scheiding al veel eerder voorspeld en had dan ook niet achter het huwelijk van haar dochter gestaan vanwege Philippes leeftijd en reputatie van playboy. Pas in 1992 bevestigde de Rooms-Katholieke Kerk de scheiding.
Op 29 december 1983 hertrouwde prinses Caroline met Stefano Casiraghi, een projectontwikkelaar en autohandelaar. Uit dit huwelijk kwamen drie kinderen voort:
- Andrea Albert Pierre (geboren op 8 juni 1984)
- Charlotte Marie Pomeline (geboren op 3 augustus 1986)
- Pierre Rainier Stefano (geboren op 5 september 1987)

De jongste twee kinderen zijn vernoemd naar Carolines grootouders, prinses Charlotte van Monaco en prins Pierre van Monaco. Andrea werd vernoemd naar een jeugdvriend van zijn vader. Op 3 oktober 1990 kwam Stefano Casiraghi om het leven bij een ongeluk met een speedboot.
Aan het einde van de jaren negentig leerde Caroline Ernst August van Hannover (een kleinzoon van Ernst August van Brunswijk) kennen, met wie ze op 23 januari 1999 trouwde na zijn scheiding van Chantal Hochuli. Het paar kreeg een dochter, die zes maanden na hun huwelijk werd geboren: Alexandra Charlotte Ulrike Maryam Virginia, prinses van Hannover (20 juli 1999).
De titels van de familie van haar echtgenoot waren afgeschaft door de Weimarrepubliek na de Eerste Wereldoorlog. Het koninkrijk Hannover bestond al niet meer sinds de annexatie door het koninkrijk van Pruisen tijdens de Pruisisch-Oostenrijkse Oorlog in 1866. Toch staat de Duitse wet Ernst August toe om Prinz von Hannover als achternaam te gebruiken, waardoor hij Ernst August Prinz von Hannover is. Het is echter geen koninklijke titel. In Monaco evenwel wordt het paar toch erkend als prins en prinses van Hannover met de aanspreektitel Koninklijke Hoogheid. Caroline leeft sinds 2009 gescheiden van haar man in Monaco.
Op 24 juni 2004 was prinses Caroline in het nieuws vanwege een rechtszaak, waarin het Europees Hof voor de Rechten van de Mens Duitsland veroordeelde, omdat dit Carolines recht op een privéleven niet naleefde. Duitse bladen mochten vervolgens geen foto’s meer publiceren van Caroline in haar dagelijks leven.

### Monegaskische troonopvolging
Carolines vader overleed in 2005, waarna haar broer Albert de troon besteeg als Albert II van Monaco. Omdat hij tot december 2014 geen echtelijke kinderen had, zag het ernaar uit dat Caroline na zijn dood of aftreden de tweede vorstin van Monaco zou worden. Enkel Louise Hippolyte was eerder (1731) vorstin van Monaco. Er was enige verwarring geweest over Carolines positie in de lijn van troonopvolging, toen Albert zijn twee buitenechtelijke kinderen Jazmin Grace Grimaldi en Alexandre Coste erkende. Volgens de wijzigingen in de grondwet van Monaco die in 2002 werden aangebracht, kunnen zij echter de troon niet bestijgen, tenzij Albert met hun moeder trouwt.
Nadat Albert trouwde met Charlene Wittstock werd de kans dat zij daadwerkelijk vorstin zou worden al een stuk kleiner. In december 2014 beviel prinses Charlene van een tweeling.
Ondanks haar positie als troonopvolgster van Monaco (tot december 2014) werd Caroline meestal Hare Koninklijke Hoogheid Prinses van Hannover genoemd en niet Hare Doorluchtige Hoogheid Erfprinses van Monaco, omdat een titel die gebonden is aan een koninkrijk (Koninkrijk van Hannover) hoger is dan een titel die gebonden is aan een prinsdom (Monaco). Op 10 december 2014 kreeg haar broer Albert II een tweeling, waarna zijn zoon Jacques van Monaco de nieuwe erfprins van Monaco werd.

### Algemeen
Caroline heeft zich net als veel andere leden van koninklijke families beziggehouden met goede doelen en activiteiten die door haar bekendheid meer in de schijnwerpers kwamen te staan. Een rol die ze in deze hoedanigheid accepteerde was die van UNESCO Goodwill Ambassadeur sinds 2003, die ze invulde door aandacht te vragen voor de bescherming van kinderen en gezinnen, empowerment van vrouwen en meisjes in Afrika.

## Titels
- Hare Doorluchtige Hoogheid Erfprinses van Monaco (1957-1958)
- Hare Doorluchtige Hoogheid Prinses Caroline van Monaco (1958-1999)
- Hare Koninklijke Hoogheid Prinses van Hannover, Prinses van Monaco (1999-2005)
- Hare Koninklijke Hoogheid Prinses van Hannover, Erfprinses van Monaco (2005-2014)
- Hare Koninklijke Hoogheid Prinses van Hannover, Prinses van Monaco (2014-heden)